# ジャングル黒べえ
『ジャングル黒べえ』（ジャングルくろべえ）は、藤子不二雄の藤本弘（のちの藤子・F・不二雄）の日本の漫画、同作のテレビアニメである。

## 内容
アフリカの密林に住むピリミー族の大酋長の息子である黒べえが、ジェット機を大きな鳥と勘違いし、捕らえようと車輪にしがみついたものの日本上空で力尽きて落下し、落ちた先である佐良利家（漫画では佐藤家）で看病されたことを機に、佐良利家に恩返ししようと得意の魔法や呪術で騒動を巻き起こす物語である。

## 作品ができるまで
本作は藤子作品としては珍しい他者によるテレビアニメ化企画が先行した作品である。過去に『オバケのQ太郎』など一連の藤子アニメ作品を手掛けてきた東京ムービーがアニメ制作を担当。藤子（藤本）はストーリーと漫画連載を担当した。

### 頭の上のチッカとボッカ
本作の企画の前身は、ある時期から『頭の上のチッカとボッカ』という仮題で進行した企画である。キャラクター原案は当時Aプロダクションに在籍していた宮崎駿が手掛けた。その際に宮崎が出したアイデアは「アイヌ神話のコロポックル（ホビット）と人間の交流を描く」というものであった。宮崎とともに原案を作ったプロデューサーの楠部三吉郎によると、コロポックルの兄妹が人間の住宅天井裏に住みつき、人間のものを「狩猟」と称して勝手に持ち出すストーリーであったという。『頭の上のチッカとボッカ』の企画を楠部が毎日放送に持ち込んだところ、当時はまだ無名であった宮崎の起用に毎日放送は難色を示し、企画は実現しなかった。
宮崎が作った『頭の上のチッカとボッカ』の設定原画は、2016年にまんだらけのオークションに出品され、53万円で落札された。
上記の通り、『頭の上のチッカとボッカ』はあくまでも形を変えつついくつも存在した企画の1つで、宮崎が有名な存在になったからこそ焦点が当てられたに過ぎない。また、宮崎は『ジャングル黒べえ』のスタッフとしてクレジットされていない。「『ジャングル黒べえ』の前身企画の原案作りに宮崎駿が関わった」と記すのは問題ないが、「『ジャングル黒べえ』で宮崎駿は原案を担当した」と記すのは誤り。

### 藤本によるキャラクターデザイン
無名の宮崎駿がキャラクターのデザイン担当である点が毎日放送に受け入れられなかったため、楠部は（『新オバケのQ太郎』で接点のあった）藤子不二雄に頼むという代案を出し「企画の形がなくなるかもしれないが注文は付けない」という条件で了解を得る。
藤本によるキャラクターデザイン案
藤子不二雄の藤本弘によるにキャラクターデザイン案が数点残っており（黒べえと赤べえに相当するキャラクター）、そのうちの1点は「一人は髪が緑色」「もう一人は髪が赤系統の色」「一人は頭に細長い耳」「一人は頭に丸い耳」「手に槍を持っている」等の点が宮崎の『頭の上のチッカとボッカ』のキャラクターデザインと共通している。
採用されたキャラクターデザイン
決定した「黒べえ」のキャラクターデザインには、宮崎駿による『頭の上のチッカとボッカ』の面影はほぼない。共通点は「長髪」「尖った歯」「槍を持っている」等のみ。
この「黒べえ」の決定デザインが藤本の手によるものかどうかは諸説ある。
- 藤本がデザインした説 - 藤本は（依頼を受けた際に）「すでに、キャラクターはつくられ」と1983年の書籍にて述べているが、これは「アフリカから来た野生児」というキャラクター設定を指した言葉であり、デザインは藤本自身が行ったとする説。藤本が手かげたキャラクターデザイン案が見つかったことや、楠部の自伝にて藤本にキャラクターデザインを依頼した事実が語られたことで有力度が増した。アニメ監督の出崎統は2003年のインタビューにて詳細は知らないと前置きしつつも「藤本さんだと思います」と語っている。
- 藤本がデザインしたが、アニメスタッフによってかなり手が加えられた説
- ほぼアニメスタッフによってデザインされた説 - 藤本が提出したキャラクター案はほぼ採用されなかったという説。

「赤べえ」の決定デザインは、上記で言及した藤本のデザイン案とほぼ同じになっている。

### 藤本によるストーリー設定の肉付け
1983年の書籍において藤本は、本企画に参加した時点で「ジャングルの野生児が東京にやってくる」という設定はすでにあり、そのシノプシスを執筆するにあたり、下記の要素を追加してギャグ化していった旨を記している。
1. 黒べえは、アフリカにあるピリミー国の大酋長の息子であること。
2. 文明社会を見たいと思った黒べえは飛行機につかまって東京上空までやって来たが、寒さと空腹で落下。その家には佐藤しし男という泣き虫で勉強嫌いの男の子がいた。
3. しし男に助けられた黒べえは、恩に報いようと決心。
4. 黒べえの魔法の力を役立てようとするが……どうなるか。

この他に藤本は「穴を小石で埋めることで恩返しを表現」「ベッカンコの神像と雨降り伝説」「2本足で空を飛ぶパオパオ」等の記述の後で「最初のキャラクターづくりをやらなかったので、こんな話で自画自賛するばかり」と述べており、これらの要素が藤本発であることを示唆している。
藤本はのちに楠部に対して「楽しい作品だったけれど、でもあれは私のキャラクターじゃないね」と述べたという。また「キャラクターがボクたち自身でつくったものではないので、味をひき出せなくて苦労したことを思い出します」とも語っている（ここでの「キャラクター」が「ジャングルから来た野生児」というキャラクター設定を表すのか、キャラクターデザインを表すのか、どちらなのかは不明）。

### 暴れボロンチョ
いずれかの時期において、企画は『暴れボロンチョ』という仮題となった。その仮題が冠された企画書には「アフリカの酋長の息子・ボロンチョが日本にやってくる」という設定や、「ウ〜ラ!」という掛け声が記されている。

## 漫画

### 連載
漫画はアニメ版に合わせて1973年2月（3月号）から同年11月（12月号）まで、小学館の学習雑誌（『よいこ』、『幼稚園』、『小学一年生』 - 『小学六年生』）と毎日新聞（大阪版夕刊）に連載された。

### 単行本
てんとう虫コミックス『バケルくん』第2巻に数話だけ併録
1978年発行。『バケルくん』は同じ藤子不二雄の藤本が描いたギャグ漫画。
ビッグ・コロタン『藤子まんがヒーロー全員集合』に2話だけ収録
1982年12月発売（奥付では1983年1月10日発行）。
藤子不二雄ランド
1988年に、藤子不二雄ランド第175巻としてはじめて1冊の単行本にまとめられた。未収録あり。藤子不二雄ランドは中央公論社より発刊された藤子不二雄の全集。
藤子・F・不二雄大全集
2010年5月25日に全1巻で発行。全集は4期にわたり発行されたが、そのうちの第1期の1冊。それまで単行本未収録だった作品もすべて収録された（ただし、『小学六年生』にて連載されたしのだひでお作画の漫画は未収録）。巻末解説はアニメ版で黒べえの声を担当した肝付兼太。

### 一時的な封印
1989年7月に市民団体「黒人差別をなくす会」が、同じく藤子作品である『オバケのQ太郎』の「国際オバケ連合」の回の描写が黒人差別であると指摘。これを受けて、藤子プロ、藤子スタジオ、単行本を出版していた小学館、中央公論社は、『オバケのQ太郎』の当該エピソードが収録された単行本を増版中止・回収する措置をとった。この際に余波や後難を避けるため、抗議や指摘がなかった本作も同時に自主回収したと見られている。その後、本作を「封印」扱いになり、単行本は絶版、『バケルくん』第2巻や『藤子まんがヒーロー全員集合』に収録された一部エピソードや本作の紹介も別作品に差し替えとなった。
一方、自主回収について出版社による公式な説明はなされておらず、公には単なる「販売元品切れで重版は未定」として扱われている。本作の出版がなされなくなった経過についてライターの安藤健二が取材を行い、『国際オバケ連合の抗議を受けた出版元が「黒人差別をなくす会」の背景に部落解放同盟などの同和団体があると思い込んで萎縮し、自主回収の形で葬ったようである』との結論に至ったが、関係者の証言を得て事情を明らかにするまでには至らず、依然詳細は不明のままである。
アニメの再放送も途絶え、1990年から2010年までの約20年間、本作は事実上闇に葬られた（詳細は#アニメの一時的な封印を参照）。
2010年に漫画（#単行本を参照）が、2015年にアニメのDVD-BOXが発売され、それ以降は入手が容易な作品となった。2024年には初めて公式にYouTubeによる配信が実現している。

## 登場人物
黒べえ
声 - 肝付兼太
本作の主人公。黒べえは通称で、本名は漫画では「クロンベンボコメッチャラクッチャラホイサッサ」、アニメ版では「クロベンボコ・ベロチョンタ・ベンボコリンコン・ブラブラボロリン・ボロボロボロリン・バエボコロンタラ・タラリロレンベエ」。
アフリカ大陸出身。世間では幻の民族と言われるピリミー族の酋長の息子。空を飛ぶ魔法を練習している時、巨大な鳥と勘違いしてジェット機にしがみつき、振り落とされて佐良利家の巣箱（犬小屋を改造したもの）で凍えていたところしし男に看病してもらい、恩を返し終わるまで居候することになる。また、しし男の家の庭に「ベッカンコの神」の像を祭っている。「ウラウラベッカンコー！」などの呪文による魔法を得意としており、しし男を助けることがある一方で、未熟なため失敗し騒ぎの種になることも多い。
ことあるごとに「これジャングルの常識」と主張する。「物をもらったらお礼を言う」「自分のことは自分でする」「嘘は悪い」など、日本社会でも共通するものも多い。特に嘘は大嫌いで、ピリミー族の教えにより嘘をついた相手には容赦ない仕打ちを返すという。一方で「拾ったものは自分の物」と言った、日本社会の常識や法規と外れたもの（拾得物横領罪となる）もあるが、作中において否定される結果となり、黒べえも「これジャングルの常識はずれ」と訂正を余儀なくされた。このような経緯から、ピリミー族の掟というより、黒べえ個人の掟、常識と考えられる。
アニメ版の設定では好きなものはたこ焼とコロッケ、ホットケーキなど。嫌いなものはネズミ。
漫画版の設定では好きなものはラーメン。
佐良利 しし男
声 - 杉山佳寿子
黒べえと仲良くなった弱虫の少年。しかし、心優しく義理堅いところがあり、性格もさっぱりしている。一方、アニメ版では強情で、ワガママなところも見られ、宿題を忘れる、朝寝坊を繰り返すなど怠け者なところがある。たかねのことが好き。タイガーとオカラにはいつもいじめられている。
名前は「わんぱくでもいいから、獅子のようにたくましくなってほしい」という両親の願いがこもったものである。
パオパオ
声 - 水鳥鉄夫
羽のような耳が生えた2本足の象で黒べえのペット。目が3の形をしており、体は丈夫で、みんなの足となって動き回る。鼻から水を出すことができるほか、空気を吹き出して加速することもできる。また、巨体の割には身体が軽く、自在に跳びはねるほか、耳を使って空を滑空することもできる。ピリミーからは泳いでやってきた。好物はバナナ、パイナップルなどでかなりの食いしん坊。黒べえと同じくネズミが大嫌い。
キャラクターは後に『大長編ドラえもんVOL.2 のび太の宇宙開拓史』や『大長編ドラえもんVOL.37 のび太の南極カチコチ大冒険』にカメオ出演した。また、『-宇宙開拓史』に関してはダックスキリン、デンデンワニなどピリミー族の動物たちの一部も同作に登場している。
赤べえ
声 - 桂玲子
黒べえの弟で赤いひげがトレードマーク。幼いため魔法は使えず、「ピキ」としかしゃべれない（言葉は黒べえには理解できる）。ピリミーからは小包に入ってやってきた。槍の達人で、腕は確か。見かけに似合わず食欲は旺盛である。漫画版ではあまり出番はない。
ガック
声 - 堀絢子→山本嘉子
ピリミーからやってきた黒べえのライバル。金持ちで、空き地に自宅を建てて暮らしている。また、催眠術の使い手で、ピリミーから色々な珍獣を召喚する。いたずら好きで騒ぎの火種になることが多い。口癖は「的ねーぇ」「シャラバーイ」など特徴的。自分のことをぼくちゃんと呼ぶ。
漫画では、毎日新聞（大阪版夕刊）に掲載された4コマの一作にのみ登場。
タイガー
声 - 山下啓介
近所のガキ大将で、『ドラえもん』のジャイアン系統のキャラクターで、着ているオレンジ色の服もジャイアンと同様。いつもしし男をいじめているが、高所恐怖症だったりおねしょの癖があったりと気弱な一面も。本名はトラ三。前半はオカラと共に黒べえやしし男と争うことが多かったが、ガックが登場してからはライバルとしての存在感が薄れ、オカラと共に、しし男たちと仲良く行動することが多くなっている。
オカラ
声 - 堀絢子
『ドラえもん』のスネ夫系統のキャラクターで、嫌味で、狡賢い性格。タイガーと一緒に行動することが多く、いつも彼とつるんでしし男をいじめたり、彼に入れ知恵をしている。タイガーの腰巾着のような存在である。口癖は「でヤンス」。本名はカラ夫で、出っ歯でネズミのような顔立ちをしている。帽子集めが趣味。
富士野 たかね
声 - 恵比寿まさ子
しし男のクラスメイトで、黒べえ、しし男、タイガー、オカラを始め、周りの男子たち憧れのマドンナであり、手の届かぬ高みの存在というイメージが増す様、名前もことわざ「高嶺の花」および百人一首一句「田子の浦にうち出でてみれば白妙の富士の高嶺に雪は降りつつ」（歌人山部赤人作）より引用・創作されている。藤子作品では源静香の系譜を持つキャラクターだが、漫画ではあまり出番がない。一方で、アニメ版では登場機会が多く、キャラクターが掘り下げられている。童話やおとぎ話などメルヘンの世界を愛しており、心優しく大人しいところもあるが、基本的に活動的かつ好奇心の強い性格で、時にヒステリックになって暴れ出すことも。焼き芋が大好物だが、周りには秘密にしている。愛犬家でスリーピーという大型犬（セント・バーナード）を飼っている。
佐良利 鳥子声 - 増山江威子
しし男の母親。叱るときは叱り、褒めるときは褒める良妻賢母で家事一切をこなす。黒べえの居候には猛反発していたが、思いがけぬ情に絆される。
佐良利 満
声 - 矢田耕司
しし男の父親。おっとりした性格で、腰が低い。愛煙家。
先生
声 - 大竹宏
2年2組の担任教師で、しし男たちの先生。
偏屈じいさん
声 - 八奈見乗児
近所に住む頑固者のお爺さん。名字はその名の通り、変久津。穏和な性格のお婆さんと仲良く二人暮らしをしている。日頃から剣幕ぶりを露呈しており、子供たちは揃って苦手にしていたが、本当は寂しがり屋であった。黒べえとは仲良くなり、彼とよく槍の稽古をしている。

## アニメ

### キャスティング
黒べえ役に起用された肝付兼太は主役だと告げられた際、妙なプレッシャーを感じたと2005年のWEBアニメスタイルとのインタビューの中で振り返っている。
また、当初は主題歌も歌う予定だったが、当時の肝付は楽譜を理解できなかったうえ、歌のテンポも早かったため歌うのは無理だと判断し、合いの手だけで参加したいと頼んだと明かしている。
結局、大杉久美子の歌に合わせて肝付が「ウラッ！」という合いの手を入れることになったが、それでもテンポについていけないため、コロムビアのディレクターが合いの手を入れるタイミングで肝付の頭を叩く形でタイミングを知らせる手法がとられた。

### 放送時期など
本作のテレビアニメ版は1973年3月2日から同年9月28日まで毎日放送制作、NETテレビ（現・テレビ朝日）系列（中部地区は放映途中に中京テレビ→名古屋テレビへ移行）で毎週金曜日の19時00分 - 19時30分に放送された。30分の1回に2話形式で全31回で合計61話（第25回のみA・Bパート連続）。
九州・沖縄地区では、福岡県を除いてNETテレビ系列局が未開局または他系列優先のクロスネット局だった関係で、熊本県・鹿児島県以外では現在毎日放送が属しているTBSテレビ系列の放送局で放送された。
当初は4月6日放送開始予定だったが前番組の『変身忍者 嵐』が一カ月早く終了したため3月2日からの放送開始となった。
本番組から『ドラえもん』（第2作第2期）が2019年に土曜日に移動するまでの46年7か月間、この放送枠ではアニメの放送が続くことになるが、藤子アニメとしては本番組終了から1981年に同作の第1期が日曜日の放送枠から移動して始まるまでの8年間存在していなかった。
藤子アニメの中で在阪放送局が製作に関わっている唯一の作品である。

### アニメの一時的な封印
（漫画の封印については#一時的な封印を参照）
アニメの再放送は、1989年以降、テレビでの再放送が行われていない（CS放送を含む。詳細は#再放送を参照）。
アニメキャラクターとしての「黒べえ」も、藤子不二雄ランドのCM以降、しばらく登場する機会はなかった。
1999年に発売された「東京ムービー アニメ大全史」（辰巳出版）では、冒頭の「東京ムービー テレビアニメ作品年表」や巻末の「サブタイトル・リスト」では、放送期間や全サブタイトルが紹介されているものの、作品自体は紹介されていない。

#### アニメの解禁
2010年に漫画（#単行本を参照）が発売され封印状態が解かれた後、2011年に川崎市 藤子・F・不二雄ミュージアム内で上映された短編アニメ『Fキャラオールスターズ大集合 ドラえもん&パーマン 危機一髪!?』、ドラえもんED『F組あいうえお』で他の藤子キャラクターと共に「黒べえ」が新作映像で登場した。
2015年9月より藤子・F・不二雄ミュージアムで上映されている短編アニメ『ドラえもん&キテレツ大百科「コロ助のはじめてのおつかい」』には赤べえが台詞付きで登場した。
2015年12月9日には東映ビデオより期間限定生産で全話収録のDVD-BOXが発売された。初放送から約42年を経て、初の映像ソフト化。
2024年1月10日には全話収録のDVD-BOXが通常発売された。

### スタッフ
- 原作 - 藤子不二雄
- 演出 - 出崎統
- 作画監督 - 椛島義夫、北原健雄、杉野昭夫
- 美術監督 - 福田尚朗→龍池昇
- 撮影監督 - 三沢勝治
- 録音監督 - 千葉耕市
- 音楽 - 三沢郷
- 編集 - 井上和夫
- 録音技術 - 三浦千治、星野敏昭
- 効果 - 片岡陽三（E&M）
- 演出助手 - 高屋敷英夫、竹内啓雄
- 原画 - 鈴木欽一郎、川島明、富永貞義、児玉兼嗣、佐々門信芳、川尻善昭、大橋学、鈴木康彦 他
- 動画 - 山崎和男、小川博司 他
- 制作進行 - 青野史郎、永山邦明、石津晴夫、成川誠一郎、廉沢初雄、高根沢清、池田陽一、波多野恒正、山田栄三
- 仕上検査 - 山名公枝、穴田栄子
- 企画・プロデューサー - 楠部三吉郎、引野芳照、石井照子
- 美術 - 福田尚朗、龍池昇、小林七郎
- 制作協力
  - 作画 - Aプロダクション
  - 音響 - 映音
  - 撮影 - 東京アニメーションフィルム
  - 現像 - 東洋現像所
- 制作 - 毎日放送、東京ムービー

### 主題歌
オープニングテーマ「ジャングル黒べえの歌」
歌手 - 大杉久美子 / 間奏呪文科白 - 肝付兼太、作詞 - 藤子不二雄 / 作曲・編曲 - 三沢郷
OPタイトルには当初、黒べえによって自動車の玉突き衝突が起こされるシーンが含まれていたが、シリーズ途中から蒸気機関車が疾走するカットに差し替えられた。
エンディングテーマ「ウラウラ タムタム ベッカンコ」
歌手 - 大杉久美子 / 間奏呪文科白 - 肝付兼太、作詞 - 藤子不二雄 / 作曲・編曲 - 三沢郷
EDタイトルは当初、「制作 毎日放送 東京ムービー」のシーンの直後に、「ベッカンコの神」の静止画を背景に「ジャングル黒べえ また見てね!」というテロップが表示されたが、後にこの間に、ダックスキリン・デンデンワニ・フラフラミンゴが登場するアニメーションが挿入された。
主題歌のみの入手
アニメ主題歌オムニバスなどで入手可能である。各社のカラオケや着信メロディにも収録されている。2015年に東映ビデオから発売された「トムス・エンタテインメントTV主題歌大全集」（VOL.1 DVD）にも収録されている（1999年にビーム・エンタテインメントから発売された「東京ムービー アニメ主題歌大全集」（VHS・LD）には、本作のOP・EDは未収録だった）

### 各話リスト
| 回 | 放送日        | サブタイトル                            | シナリオ         | コンテ       |
| -- | ------------- | --------------------------------------- | ---------------- | ------------ |
| 1  | 1973年 3月2日 | 黒べえ大登場の巻!                       | 金子裕           | さきまくら   |
| 1  | 1973年 3月2日 | ベッカンコで恩返しの巻                  | 鈴木よしたけ     | 近藤英輔     |
| 2  | 3月9日        | くっちゃめっちゃドライブの巻            | まつしまとしあき | 出﨑哲       |
| 2  | 3月9日        | 神さまさかだちベッカンコの巻            | 吉田喜昭         | 小華和ためお |
| 3  | 3月16日       | パオパオがやってきたの巻                | 山崎晴哉         | みぶおさむ   |
| 3  | 3月16日       | るす番はまかせろ!の巻                   | 金子裕           | 波多正美     |
| 4  | 3月23日       | 槍は黒べえの魂の巻                      | 松元力           | 出崎哲       |
| 4  | 3月23日       | わが敵ブタゴリラの巻                    | 田原伸二         | 小華和ためお |
| 5  | 3月30日       | パパのやせがまんの巻                    | 田原伸二         | 波多正美     |
| 5  | 3月30日       | 空から赤べえふってきたの巻              | 山崎晴哉         | さきまくら   |
| 6  | 4月6日        | パンを守って恩がえしの巻                | 吉田喜昭         | 出崎哲       |
| 6  | 4月6日        | なにがなんでも背をのばせ!の巻           | 吉田喜昭         | 近藤英輔     |
| 7  | 4月13日       | やきいものヒミツの巻                    | 金子裕           | 近藤英輔     |
| 7  | 4月13日       | 算数なんてじょうしきだの巻              | 松元力           | みぶおさむ   |
| 8  | 4月20日       | それいけ!パオパオ自動車の巻             | 松元力           | 石黒昇       |
| 8  | 4月20日       | 黒べえがママでーすの巻                  | 吉田喜昭         | 近藤英輔     |
| 9  | 4月27日       | デパートてんやわんやの巻                | 大西洋三         | 波多正美     |
| 9  | 4月27日       | ねむくても起きろ!の巻                   | 金子裕           | 小華和ためお |
| 10 | 5月4日        | すばらしいコイノボリの巻                | 松元力           | 出崎哲       |
| 10 | 5月4日        | 逃げだしたチンパンの巻                  | 大西洋三         | みぶおさむ   |
| 11 | 5月11日       | あのリンゴをおとせ!の巻                 | 小田健也         | さきまくら   |
| 11 | 5月11日       | はんにんはだれだ?の巻                   | まつしまとしあき | 小華和ためお |
| 12 | 5月18日       | 教室をのぞくなの巻                      | 田原伸二         | 石黒昇       |
| 12 | 5月18日       | いやでも買うのだの巻                    | 小田健也         | 近藤英輔     |
| 13 | 5月25日       | ノックアウトで花が咲くの巻              | 田原伸二         | 出崎哲       |
| 13 | 5月25日       | 魔法の大せんせい!の巻                   | 大西洋三         | 小華和ためお |
| 14 | 6月1日        | 黒べえがテレビに出た!の巻               | 小田健也         | 小華和ためお |
| 14 | 6月1日        | タイガーのおねしょの巻                  | 金子裕           | 近藤英輔     |
| 15 | 6月8日        | 赤ちゃんをひろった!の巻                 | 田原伸二         | 出崎哲       |
| 15 | 6月8日        | とべ!パオパオヒコーキの巻               | 田原伸二         | 近藤英輔     |
| 16 | 6月15日       | パンツをはいたブルドッグの巻            | 吉田喜昭         | 吉川惣司     |
| 16 | 6月15日       | のびたりちぢんだり魔法の巻              | 金子裕           | さきまくら   |
| 17 | 6月22日       | たかねちゃんとアイアイがさの巻          | 大西洋三         | 出崎哲       |
| 17 | 6月22日       | さかさま魚つりの巻                      | 松元力           | さきまくら   |
| 18 | 6月29日       | わぁー!空中しょうとつだの巻             | 金子裕           | 石黒昇       |
| 18 | 6月29日       | パオパオをつかまえろ!の巻               | 山本優           | 吉川惣司     |
| 19 | 7月6日        | 大酋長がやってきたの巻                  | 小田健也         | 吉川惣司     |
| 19 | 7月6日        | 魔法で星がおちてきたの巻                | 金子裕           | さきまくら   |
| 20 | 7月13日       | 強敵ガックあらわる!の巻                 | 吉田喜昭         | さきまくら   |
| 20 | 7月13日       | 黒べえ対ガック、夕陽の決闘の巻          | 吉田喜昭         | 吉川惣司     |
| 21 | 7月20日       | 海ぞくサメマリンがやってきたの巻        | 大西洋三         | 近藤英輔     |
| 21 | 7月20日       | 魚になった新幹線の巻                    | 松元力           | 近藤英輔     |
| 22 | 7月27日       | 生きかえった恐竜タルポの巻              | 大西洋三         | 石黒昇       |
| 22 | 7月27日       | びっくり!タキビドリの巻                 | 城山昇           | 石黒昇       |
| 23 | 8月3日        | 出た!ジャングルドラキュラの巻           | 金子裕           | 出崎哲       |
| 23 | 8月3日        | 笑って笑ってゲラゲラポッポの巻          | 九十英夫         | 秦泉寺博     |
| 24 | 8月10日       | 泣き虫珍獣オーイオイの巻                | 川石光           | 開田進       |
| 24 | 8月10日       | エレモンキーのキャンプ騒動の巻          | 小田健也         | さきまくら   |
| 25 | 8月17日       | 黒べえピリミーへ行くの巻                | 金子裕           | 吉川惣司     |
| 26 | 8月24日       | 食っちゃうぞ!パクパクペリカンの巻       | 吉田喜昭         | 秦泉寺博     |
| 26 | 8月24日       | 黒べえは音楽0点の巻                     | 金子裕           | 石黒昇       |
| 27 | 8月31日       | 黒べえ涙の男泣きの巻                    | 吉田喜昭         | 石黒昇       |
| 27 | 8月31日       | バクバクは夢どろぼうの巻                | 金子裕           | 吉川惣司     |
| 28 | 9月7日        | ジャングルの大どろぼうをやっつけろ!の巻 | 九十英夫         | さきまくら   |
| 28 | 9月7日        | おとぼけ坊やにみんなお手あげの巻        | 山本優           | 石黒昇       |
| 29 | 9月14日       | あっ、人魚姫が食べられたの巻            | 吉田喜昭         | 秦泉寺博     |
| 29 | 9月14日       | ジャングルのとうめい忍者の巻            | 金子裕           | 吉川惣司     |
| 30 | 9月21日       | 母さんどこだ!?涙のポコポンの巻          | 川石光           | 石黒昇       |
| 30 | 9月21日       | ガックの恋よシャラバーイ!の巻           | 川石光           | 石黒昇       |
| 31 | 9月28日       | 珍獣わんさか全員集合の巻                | 松元力           | 石黒昇       |
| 31 | 9月28日       | 大魔法で仲なおりの巻                    | 小田健也         | さきまくら   |

### 放送局
- 毎日放送（製作局）
- NETテレビ（現：テレビ朝日）：金曜 19:00 - 19:30
- 北海道テレビ：金曜 19:00 - 19:30[10]
- 青森テレビ：土曜 18:00 - 18:30[11]
- テレビ岩手：日曜 11:00 - 11:30[12]
- 秋田放送：火曜 17:30 - 18:00[13]
- 山形放送：月曜 16:30 - 17:00[14]
- 宮城テレビ：日曜 10:30 - 11:00[15]
- 福島中央テレビ：月曜 18:00 - 18:30[16]
- 新潟放送
- テレビ山梨：土曜 19:00 - 19:30[17]
- 信越放送：金曜 17:20 - 17:50 (先行ネット）[18]
- テレビ静岡：土曜 18:00 - 18:30[17]
- 富山テレビ：月曜 - 金曜 8:45 - 9:00[注釈 17][19]
- 石川テレビ：月曜 18:00 - 18:30[20]
- 福井放送：金曜 17:00 - 17:30[21]
- 中京テレビ：金曜 19:00 - 19:30（1973年3月2日 - 同年3月30日）[注釈 18]
  - 名古屋放送：金曜 19:00 - 19:30（1973年4月6日より）[注釈 19]
- 日本海テレビ
- 山陰放送：金曜 18:00 - 18:30[23]
- 岡山放送：平日 17:30 - 17:45[注釈 20]
- 広島ホームテレビ：日曜 19:30 - 20:00（1973年3月4日 - 3月25日）→ 日曜 8:30 - 9:00（1973年4月1日より）[注釈 21]
- 山口放送
- 四国放送
- 瀬戸内海放送：土曜 19:30 - 20:00[注釈 22]
- 南海放送
- 高知放送
- 九州朝日放送：金曜 19:00 - 19:30[27]
- 長崎放送：月曜 17:00 - 17:30[27]
- テレビ熊本：木曜 17:30 - 18:00[27]
- 大分放送：水曜 18:00 - 18:30[28]
- 宮崎放送：日曜 10:30 - 11:00[29]
- 鹿児島テレビ：水曜 19:00 - 19:30[30]
- 琉球放送

### 再放送
本放送終了後も、以下のように定期的に再放送された。ネットチェンジ後にはTBS系列局で実施された例もある。
- 新潟県では1976年に新潟放送（TBS系列。本放送当時の系列外ネット局[注釈 23]かつネットチェンジ後の系列局）で火曜 17:30 - 18:00に放送された[31]。
- 広島県では1970年代後半 - 1980年代初頭に在広4局[注釈 24]の空き枠で再放送が早朝または夕方に時折行われていた。
- 関東地区では1980年代には既に毎日放送・テレビ朝日（旧NETテレビ・本放送当時のキー局）・TBS（ネットチェンジ後のキー局）の優先放送権が失効していたため、自社制作アニメでの東京ムービーとの関係から日本テレビで再放送されていた。エンディングは制作著作クレジットより後を、音声はそのままで「制作 東京ムービー」のクレジットと次回予告のテロップをブルーバックで表示し、最後に手描きイラストのエンドカード（日本テレビの社章とロゴ入り）を表示したものに差し替えていた。1989年にはテレビ埼玉（独立局）でも再放送された。
- 東海地区では1980年代に名古屋テレビ（NETテレビ→テレビ朝日系列。本放送当時の系列局かつネット局）で平日17時台に再放送された。
- 岡山県・香川県ではネットチェンジ後に山陽放送（TBS系列。ネットチェンジ後の系列局）でも実施された[注釈 25]。
- 福岡県では1980年代中前半頃に九州朝日放送（NETテレビ→テレビ朝日系列。本放送当時の系列局かつネット局）にて再放送された。
- 長崎県では1980年代中頃にテレビ長崎（当時日本テレビ・フジテレビ系列）にて再放送された。
- 静岡県では1984年に静岡けんみんテレビ（テレビ朝日系列）にて早朝に15分枠帯番組として再放送された。
- 1989年4月頃に、北日本放送（日本テレビ系列）にて17:30 - 17:45に15分枠帯番組として放送された[32]。

### 劇場版
ジャングル黒べえ（1973年3月17日公開）
『東宝チャンピオンまつり』内で上映。第2回Bパート「神さまさかだちベッカンコの巻」のブロウアップ版。
併映は『ゴジラ対メガロ』・『飛び出せ!青春』・『パンダコパンダ 雨ふりサーカスの巻』の3本。だが、初期に作られたポスターやチケットには、『黒べえ』の写真が写されておらず、「3本立て」と紹介されたのもあった。

### ネット配信
- 藤子・F・不二雄生誕90周年を記念して、YouTube「TMSアニメ公式チャンネル」より、2024年4月12日から第1回 - 3回の無料配信が行われている（期間限定）[34]。
- オープニング映像は「玉突き衝突」の部分が「機関車疾走」[注釈 15]に差し替えた[注釈 26]。その一方で、エンディングの制作クレジットは初回と同じ「制作 毎日放送 東京ムービー」になっている[要出典]。